# Modwheelmood
Modwheelmood (zapisywane także jako modwheelmood, MWM lub ModWheelMood) - zespół muzyczny z Los Angeles, tworzący muzykę z gatunku electronica-alternatywa. 
Składa się z duetu muzyków: Alessandro Cortiniego oraz Pelle Hillströma. Zespół narodził się w roku 1998, pierwotnie pod nazwą Gift, lecz potem ewoluował na poważny projekt muzyczny i nowa nazwa zespołu "zainspirowana" została przez kontrolkę-kółko (tzw. Mod wheel) w jednym z instrumentów klawiszowych.
Zespół na swoim koncie ma przeważnie wydawnictwa krótkogrające, tzw. EP-ki; pierwsza wydana w roku 2003 pod nazwą ?. Na EP-ce znalazło się sześć kompozycji, album został (jak wszystkie) przeznaczony tylko do kupna w internecie, nie posiada okładki i wytwórni muzycznej. Następna płyta, Enemies & Immigrants została wypuszczona już za pośrednictwem Buddyhead w roku 2006. Ostatnie wydawnictwa to trzy części albumu Pearls to Pigs - kolejno z roku 2007, potem wolumin drugi i trzeci w 2008 roku (Pearls to Pigs Vol.2 w lutym i Pearls to Pigs Vol.3 17 lipca). Wydali też płytę zawierającą remixy swoich piosenek, Things Will Change. Wszystkie wpływy ze sprzedaży tego wydawnictwa zostały przekazane na cele charytatywne.

## Dyskografia
- 2003: ?
- 2006: Enemies & Immigrants
- 2007: Things Will Change
- 2007: Pearls to Pigs Vol.1
- 2008: Pearls to Pigs Vol.2
- 2008: Pearls to Pigs Vol.3
- 2009: Pearls to Pigs